# Anolis compressicauda
Anolis compressicauda – gatunek jaszczurki z rodziny Anolidae. Występujące endemicznie w południowym Meksyku.

## Systematyka
Gatunek ten należy do rodzaju Anolis w monotypowej rodzinie Anolidae. Rodzaj ten dawniej zaliczano do rodziny legwanowatych (Iguanidae). U niektórych autorów epitet gatunkowy występuje w rodzaju męskim – compressicaudus. Niektórzy autorzy umieszczali gatunek w wydzielanym niekiedy z Anolis rodzaju Norops.

## Rozmieszczenie geograficzne
Gatunek ten żyje w Meksyku, zamieszkując stany: Chiapas (na zachodzie tego stanu), Veracruz (na południu) i Oaxaca (na południowym wschodzie).
Tereny, gdzie żyje gad, leżą na wysokości od 500 do 1200 metrów n.p.m.

## Zagrożenia i ochrona
Gatunek jest zazwyczaj pospolity, jego liczebność utrzymuje się na stabilnym poziomie.
Największe zagrożenia dla gatunku to wylesianie i pożary będące skutkami przekształcania naturalnych terenów w obszary rolnicze. Obszary chronione, które zamieszkuje, to Los Chimalapas oraz El Ocote Biosphere Reserve.